# ブケディ

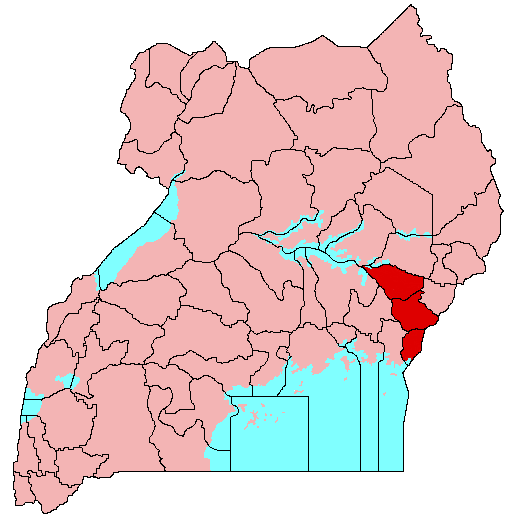
ブケディと2001年から2005年の県境

ブケディ (Bukedi) はウガンダ東南部の伝統的地域。バントゥー語でナイル系の民族をバケディ（bakedi, 裸族の意）と呼んだことに因む。ガンダ族の将軍セメイ・カクングルが1899年から1902年にこの地を征服しブケディのカバカ（王）と呼ばれた。カクングルはブケディとブギス南部のムバレを自らの領地としたが、イギリスに協力して現ウガンダ領を平定した。主な住民は南部にナイル系のテソ族及びジョパドラ族、北部にバントゥー系のグウェレ族、ケニィ族、ケニア国境両側にルイヤ族である。北にテソ地方、東にブギス及びケニア西部州、南は僅かにヴィクトリア湖に臨み、西はブソガと接する。面積は 4,553 km²。
ウガンダ独立時にはブケディ県が置かれ、1967年まではムバレがブギスとブケディの県庁所在地とされた。1967年にトロロに県庁所在地が移された。1974年にブギス、セベイ、テソと共に東部州とされ、ブケディ県も南北に分割された。1979年に州が廃止され、北がパリサ県、南がトロロ県に改称された。1997年3月にトロロ県南部がブシア県に分割された。2005年7月にパリサ県東部がブダカ県に、トロロ県北部がブタレジャ県に分割された。

## 人口
| 年     | 人口        |
| ------ | ----------- |
| 1959年 | 400,432人   |
| 1969年 | 527,090人   |
| 1980年 | 668,410人   |
| 1991年 | 910,000人   |
| 2002年 | 1,309,963人 |

## 脚註
1. 1 2  Districts of Uganda, Statoids, 2008年8月26日閲覧。